# Tyler (Texas)
Tyler ist der Verwaltungssitz des Smith Countys im Osten von Texas, Vereinigte Staaten. Das U.S. Census Bureau hat bei der Volkszählung 2020 eine Einwohnerzahl von 105.995 ermittelt.
Die Stadt ist nach dem früheren US-Präsidenten John Tyler benannt, der den Eintritt von Texas in die Vereinigten Staaten stark unterstützte.
Tyler wird auch wegen ihrer großen Rolle in der Rosenzüchtung die Rosenhauptstadt Amerikas genannt; rund 20 % der in den USA kommerziell produzierten Rosenbüsche wachsen in Tyler und im Smith County, und mehr als die Hälfte der Rosenbüsche wird hier verpackt und versandt. Die Stadt hebt den großen städtischen Rosengarten hervor und veranstaltet jährlich das Texas Rose Festival im Oktober, das über 100.000 Zuschauer anzieht.

## Geographie
Tyler ist von vielen kleineren Vororten umgeben: Jacksonville, Whitehouse, Lindale, New Chapell Hill, Bullard, Edom, Brownsboro, Chandler und Mineola.
Gemäß dem Volkszählungsbüro der Vereinigten Staaten hat die Stadt eine Gesamtfläche von 128,0 km², wovon 0,3 km² Wasserflächen sind.

## Demographie
Nach der Volkszählung im Jahr 2000 gab es 83.650 Personen, 32.525 Haushalte und 21.076 Familien in der Stadt. Die Bevölkerungsdichte lag bei 655,1 Personen/km² (1.696,7 Personen/mi²). Es gab 35.337 Unterkunftsmöglichkeiten bei einer Durchschnittsdichte von 276,7 Unterkünfte/km² (716,7 Unterkünfte/mi²).
Die Bevölkerung besteht zu 61,92 % aus Weißen, 26,63 % Afro-Amerikaner, 0,34 % amerikanischen Ureinwohner, 0,96 % Asiaten, 0,04 % Pazifik-Insulaner, 8,46 % anderen und 1,65 % von zwei oder mehr Rassen. 15,82 % der Population waren Hispanics oder Latinos.
Es gab 32.525 Haushalte, wovon 30,8 % Kinder unter 18 beherbergen, 46,7 % waren verheiratete Paare die zusammen wohnen, 14,5 % mit weiblichen Haushalten ohne Ehemann und 35,2 % waren Nicht-Familien.
Die Bevölkerung der Stadt besteht zu 26 % aus Minderjährigen, 11,7 % sind im Alter von 18–24 Jahren, 26,9 % im Alter von 25–44 Jahren, 20 % zwischen 45 und 64 Jahre alt und 15,2 % sind älter als 65 Jahre. Das Durchschnittsalter lag bei 34 Jahren. Auf 100 weibliche Personen ab 18 kommen 83 männliche Personen.
Das durchschnittliche Einkommen pro Haushalt lag bei $ 34.163 und das durchschnittliche Einkommen pro Familie lag bei $ 43.618.
Männer hatten ein durchschnittliches Einkommen von $ 31.728, Frauen dagegen ein Einkommen von $ 22.397. Das Pro-Kopf-Einkommen lag bei $ 20.184. 16,8 % der Bevölkerung und 13,0 % der Familien lagen unter der Armutsgrenze.

## Wirtschaft
Tyler hat eine bedeutende Industrieproduktion:
- Tyler Pipe, eine Tochtergesellschaft von McWane: Wasserrohre
- Trane: Klimaanlagen und Wärmepumpen (die Fabrik wurde 1955 von General Electric errichtet)
- Carrier: Klimaanlagen
- Delek Group: Ölraffinerie (vormals eine Tochter der Crown Central Petroleum)

Die Goodyear-Reifenfabrik wurde 2008 geschlossen.
In Anlehnung an ihre Bedeutung in der Rosenzucht ist Tyler die Zentrale der Brookshire Grocery Company, welche Brookshire’s und Super 1 Foods Supermärkte in vier Staaten betreibt. Das Hauptvertriebszentrum der Company liegt im Süden Tylers, während South West Foods, ein Hersteller von Milchprodukten, im Nordosten der Stadt seinen Sitz hat.
In Tyler werden auch John Soules Foods’ fajita und andere Fleischprodukte hergestellt: Distant Lands Coffee, Roasters coffee; Tyler Candle Co, jar candles, die für ihren starken Geruch bekannt sind, und eine Vielzahl von kleinen High-Tech-Firmen wie Synthesizers.com, Group M7, CBI, Azalea Technology und Arrick Robotics.
Tyler hat die am schnellsten wachsende Wirtschaft in der Umgebung und eine der am schnellsten wachsenden in Texas.

## Religion

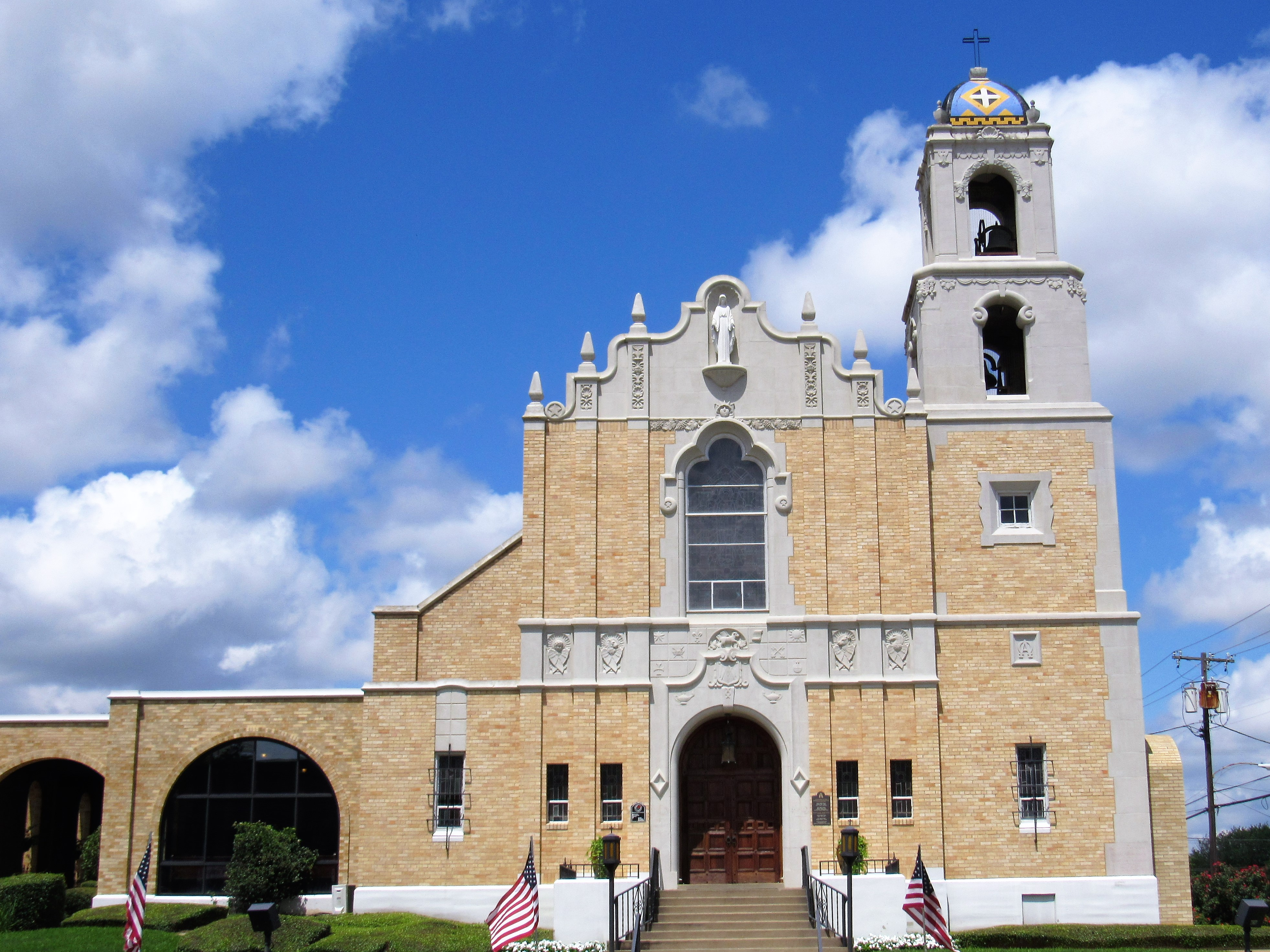
Kathedrale in Tyler

Seit 1986 ist Tyler Sitz des römisch-katholischen Bistums Tyler. Hauptkirche des Bistums ist die Cathedral of the Immaculate Conception.
Weitere Konfessionen sind mit Kirchengebäuden vertreten (Auswahl):
- Christ Episcopal Church (Tyler)
- Antioch Baptist Church (Tyler)
- Marvin United Methodist Church (Tyler, Texas)

## Tourismus
Tyler weist zahlreiche Golfplätze auf, zum Beispiel den Peach Tree/Oakhurst, Hollytree Country Club und Willow Brook Country Club, um einige zu nennen.
Bekannt ist Tyler auch für den Caldwell Zoo.

## Historische Objekte
In Tyler sind zahlreiche Bauwerke und Bauwerk-Ensembles in das National Register of Historic Places eingetragen, siehe: Liste der Einträge im National Register of Historic Places im Smith County (Texas)

## Medien
Neben zahlreichen Rundfunkstationen in der Umgebung von Tyler gibt es derzeit 13 Rundfunkstationen und eine Zeitung, die in Tyler ihren Sitz haben.

### Zeitungen
Der Tyler Morning Telegraph, Tylers wichtigste Zeitung, wird seit 1877 von der T. B. Butler Publishing Company vertrieben.
| - KLTV – KLTV Channel 7 (ABC) - KETK – KETK NBC 56 (NBC) - KYTX – CBS 19 (CBS) - KFXK – FOX 51 (FOX) | Radio - KVNE – Encouragement FM 89,5 (christliche Zeitgenossen) - KBJS – 90,3 (christlicher Talk) - KDOK – The Greatest Oldies of All Time 92,1 (Oldies) - KTYL – Mix 93,1 - KKTX – 96S…The Classic Rock Station 96,1 (Classic und Modern Rock) - KNUE – New Country 101,5 (Country) - KBLZ – The Blaze 102,7 & 106,9 (Hip-Hop und R&B) - KKUS – The Ranch 104,1 (Classic Country) - KOOI – Sunny 106,5 (Soft Rock) - KISX – Hot JAMZ 107,3 (Old School und heutiges R&B) |

## Verkehr
Tyler Pounds Regional Airport bietet Flüge nach Dallas/Fort Worth International Airport mit American Eagle Airlines und nach Houstons George Bush Intercontinental Airport mit Colgan Air Continental an.
Die Busse der Tyler Transit fahren täglich, außer an Sonn- und Feiertagen. Die Greyhoundlinien sind durch ein Terminal in der Innenstadt zu erreichen.
Tyler grenzt an mehrere Autobahnen. Die Interstate 20 verläuft nördlich der Stadt und der U.S. Highway 69 verläuft in Nord-Süd-Richtung durch das Zentrum. Ebenso hat die Stadt Anschluss an den U.S. Highway 271, den Texas State Highway 31, den Texas State Highway 155 und den Texas State Highway 110.
Der Texas State Highway Loop 323 wurde 1957 gebaut und umging ursprünglich die Stadt, die sich weiter ausdehnte. Der Texas State Highway Loop 49 soll eine Umgehungsstraße für die Stadt werden und ist derzeit im Bau. Der erste fünf Meilen Abschnitt wurde am 17. August 2006 für den Verkehr freigegeben.

## Gesundheit
Krankenhäuser in Tyler sind das East Texas Medical Center, Trinity Mother Frances Health System, University of Texas Health Science Center at Tyler und das Texas Spine & Joint Hospital.

## Bildung

### Colleges und Universitäten
Institutionen für höhere Bildung in Tyler sind die University of Texas at Tyler und das University of Texas Health Center, beide Teil der University of Texas System sowie das Tyler Junior College und das Texas College, ein historisches vierjähriges College für Farbige, das der christliche-methodistisch-episkopalen Kirche angegliedert ist.

### Öffentliche Schulen
Die allgemeine Primär- und Sekundärausbildung wird für die meisten vom unabhängigen Schulbezirk (ISD) Tyler zur Verfügung gestellt. Sie beinhaltet zwei High Schools; die John Tyler und die Robert E. Lee. Mehrere Tyler ISD Schulen bieten Internationale Hochschulreife und Vorplatzierungsprogramme.
Manche Teile von Tyler werden von umgebenden Schulbezirken bedient. Diese liegen im Südosten von Tyler mit dem Whitehouse Independent School District und im Osten, mit dem Chapel Hill Independent School District.

### Private Schulen
Das Tyler Catholic School System of the Catholic Diocese in Tyler beinhaltet die St. Gregory Grundschule und die Bishop Thomas K. Gorman Middle/High School.
Des Weiteren gibt es auch andere private Schulen, wie die Grace Community School, East Texas Christian Academy, All Saints Episcopal School und Good Shepard School.

## Profisport

### Baseball
- Tyler Elbertas (1912)
- Tyler Trojans (1924–1929, 1931, 1935–1940, 1946–1950)
- Tyler Sports (1932)
- Tyler Governors (1933–1934)
- Tyler East Texans (1950–1953)
- Tyler Tigers (1954–1955)
- Tyler WildCatter (1994–1997)
- Tyler Roughnecks (2001)

### Football
- East Texas Twisters (2004)

## Weiteres
- Wood-Verner Cemetery, Friedhof

## Städtepartnerschaften
Tyler unterhält oder unterhielt mit folgenden Städten partnerschaftliche Beziehungen:
| - Metz, Frankreich, 1983–1986 - Yachiyo, Japan, seit 1992 - Jelenia Gora, Polen, seit 1993 - Lo Barnechea, Chile, seit 2001 | - San Miguel de Allende, Mexiko, seit 2010 - Liberia, Costa Rica, seit 2013 - Qujing, China (zurzeit: Städtefreundschaft) |

## Bekannte Personen aus Tyler

### Sportler

#### Football
- Gary Baxter – NFL Cornerback
- Earl Campbell (* 1955) – NFL (Spitzname „The Tyler Rose“)
- Larry Centers – NFL Runningback
- Derek Farmer – Texas A&M und SFA Runningback, NFL San Diego Chargers
- Matt Flynn – LSU Quarterback Peach Bowl MVP
- Randy Grimes NFL Center/Guard (1983–1990, 1992)
- Ed Jasper – NFL Defense Tackle
- Jeremy Lane (* 1990), American-Football-Spieler, Super-Bowl-Sieger
- Ronnie Lee – NFL Tight End/Offensive Lineman (1979–1992)
- Patrick Mahomes (* 1995), American-Football-Spieler, mehrfacher Super-Bowl-Sieger
- Johnny Manziel (* 1992), American-Football-Spieler
- Terrence Murphy – früherer Texas A&M Receiver und Green Bay Packers
- Brandon Pettigrew (* 1985), American-Football-Spieler
- Shedeur Sanders (* 2002), American-Football-Spieler
- Justin Warren – Texas A&M Linebacker
- Doug Wyatt – NFL Safety (1970–1974)

#### Baseball
- Travis Chick – MLB Werfer (2006)
- Clarence Huber – MLB Dritter Baseman (1920–1921, 1925–1926)
- Pat Mahomes – MLB Werfer (1992–1997, 1999–2003)
- Jerry Mumphrey – MLB Außenfelder (1974–1988)
- Archie Reynolds – MLB Werfer (1968–1972)
- Louis Santop – Negro League Fänger (1909–1917, 1920–1926), Mitglied der nationalen Hall of Fame
- Lee Tunnel – MLB Werfer (1982–1985, 1987, 1989)

#### Fußball
- Hunter Freeman – Major League Soccer Verteidiger
- Daniel Hernandez – Verteidiger in der Primera División de México

#### Weitere Sportarten
- Robert Taylor {1948–2007}, Leichtathlet, Gold- und Silbermedaillengewinner bei den Olympischen Sommerspielen 1972
- Buddy Turman – professioneller Schwergewichtsboxer
- Morgan Wade – professioneller BMX-Fahrer
- Ashley Weinhold (* 1989), Tennisspielerin
- Quincy Acy (* 1990), Basketballspieler

### Andere
- Horace Chilton (1853–1932), Politiker
- Dooley Wilson (1886–1953), Schauspieler und Jazz-Pianist; bekannt durch seine Rolle Sam im Film Casablanca
- Ralph Jester (1901–1991), Künstler, Kostümbildner, Bildhauer und Architekt
- Sarah McClendon (1910–2003), Journalistin und Korrespondentin des Weißen Hauses mehr als 50 Jahre lang
- Gus Johnson (1913–2000), Schlagzeuger
- Money Johnson (1918–1978), Jazztrompeter
- Jo-Carroll Dennison (1923–2021), Miss America 1942, die erste Miss Texas, die den nationalen Titel gewann.
- Johnny Horton (1925–1960), Countrysänger
- Jim Bob Floyd (* 1929), Konzertpianist, Komponist und Musikpädagoge
- Harry McPherson (1929–2012), Präsidentenberater und Rechtsanwalt
- Paul Powell (1933–2016), Pastor von Green Acres, Dekan des Priesterseminars an der Taylor University
- Don Shelton (* 1934), Jazzmusiker
- Richard Bradford (1934–2016), Schauspieler
- Jere Beasley (* 1935), Politiker
- Frank Hailey (1943–2022), Jazzpianist
- Will Jennings (1944–2024), Songwriter
- Sandy Duncan (* 1946), Schauspielerin (obwohl sie in Henderson, Texas geboren ist, wuchs sie in Tyler auf)
- Molly Grubb (* 1947), Miss Texas 1967
- Robert Taylor (1948–2007), Sprinter und Olympiasieger
- Tina Johnson (* 1951), Broadway-Schauspielerin und Tänzerin
- Kiki Shepard (* 1951), TV-Moderatorin von Life in Hollywood und früher von It’s Showtime at the Apollo
- J. Michael Luttig (* 1954), Jurist, Bundesrichter, Manager
- Paul Baloche (* 1962), Sänger, Liedschreiber von Contemporary Worship Music
- Sugaray Rayford (* 1969), Soul-Blues-Sänger und Songwriter
- Ken Bethea, Gitarrist von Old 97’s
- Adam Carroll (* 1975), Country-Musiker und Songwriter
- Gary Wiseman (* 1979), Schlagzeuger von Bowling für Soup
- Chad Gilbert (* 1981), Gitarrist von New Found Glory
- Brandon Beal (* 1983), R&B-Sänger

### Musikbands
- Mouse And The Traps (Buggs Henderson, Ken Murray, David Stanley, Ronnie „Mouse“ Weiss) – 1960er Rockband
- Chauntelle, Sherri (* 1983), Stacey, Weston und Garron DuPree (* 1989), Mitglieder der Indie-Pop-Band Eisley